# Marc Goos
Marc Goos est un coureur cycliste néerlandais né le 30 novembre 1990 à Bréda, des années 2010.

## Biographie
Marc Goos commence le cyclisme à l'âge de dix ans, voulant imiter son père pratiquant dans un club de cyclotourisme. Il se lance ensuite en compétition et s'inscrit au club WV De Jonge Renner.
Lors de sa saison avec l'équipe continentale néerlandaise Jo Piels en 2010, Marc Goos remporte en mai le Tour de Berlin, puis en juin le Tour de Mainfranken. Ses bons résultats lui permettent de rejoindre en 2011 l'équipe Rabobank Continental, réserve de l'équipe ProTour Rabobank. Durant sa première saison avec cette équipe, il est notamment vainqueur du Tour de León, troisième du championnat des Pays-Bas du contre-la-montre espoirs. Il se fracture cependant la hanche en tombant lors de la Mi-août en Bretagne. Il doit renoncer à disputer le Tour du Colorado avec l'équipe professionnelle Rabobank en tant stagiaire, et mettre fin à sa saison. En 2012, il est troisième du Triptyque des Monts et Châteaux, du Tour de Thuringe et, à nouveau, du championnat des Pays-Bas du contre-la-montre espoirs. Il est stagiaire au sein de l'équipe Rabobank en fin de saison.
Marc Goos devient professionnel en 2013, au sein de l'équipe Blanco, renommée Belkin en cours de saison, qui l'engage pour deux ans. En mars, il se fracture la clavicule lors d'un entraînement.
En 2014, son début de saison est retardé à cause d'une fracture du poignet, due à une chute à l'entraînement en janvier. Il dispute son premier grand tour, le Tour d'Italie, en tant qu'équipier de Wilco Kelderman. Il est le seul à accompagner celui-ci en montagne après l'abandon de Steven Kruijswijk. Il termine 35e de ce Giro, Kelderman septième. Lors du prologue du Tour de Suisse, il chute et se fracture la hanche. Il ne court plus en compétition durant cette année. En août, le contrat qui le lie à l'équipe est prolongé de deux ans.
Il reprend l'entraînement durant l'hiver. Cependant, des douleurs à la hanche réapparaissent en début d'année 2015. Des examens permettent de détecter qu'un vaisseau sanguin endommagé a « [empêché] l'approvisionnement de nutriments vers la tête fémorale, ce qui a entraîné la mort d'un bout de l'os ». Après une transplantation cellulaire en 2015, il est à nouveau opéré pour remplacer la tête du fémur par un os artificiel. Étant toujours convalescent en début d'année 2016, la poursuite de sa carrière est incertaine,,.
En 2017, il rejoint l'équipe continentale Sunweb Development, réserve de l'équipe Sunweb. Il met un terme à sa carrière à l'issue de la saison.

## Palmarès
- 2009
  - Meeùs Race Lierop
  - 3e de l'Eurode Omloop
- 2010
  - Tour de Berlin :
    - Classement général
    - 3e étape (contre-la-montre)

  - Tour de Mainfranken :
    - Classement général
    - 2e étape

  - 3e du championnat des Pays-Bas du contre-la-montre espoirs
- 2011
  - Tour de León :
    - Classement général
    - 2eb étape (contre-la-montre par équipes)

  - 3e du championnat des Pays-Bas du contre-la-montre espoirs
- 2012
  - Prologue du Tour de Thuringe (contre-la-montre par équipes)
  - 3e du Triptyque des Monts et Châteaux
  - 3e du Tour de Thuringe
  - 3e du championnat des Pays-Bas du contre-la-montre espoirs

## Résultats sur les grands tours

### Tour d'Italie
1 participation
- 2014 : 35e

## Classements mondiaux
| Année           | 2010 | 2011 | 2012 | 2013 | 2014 | 2015 |
| --------------- | ---- | ---- | ---- | ---- | ---- | ---- |
| UCI World Tour  |      |      |      | nc   | nc   | nc   |
| UCI Europe Tour | 118e | 163e | 260e |      |      |      |